# Музей космонавтики (Москва)
Музей космона́втики в Москве (ранее Мемориальный музей космонавтики) — музей космической тематики в стилобате монумента «Покорителям космоса» на Аллее Космонавтов ВДНХ. Музей был открыт 10 апреля 1981 года — к 20-летию полёта в космос Юрия Гагарина. Предметный фонд музея на январь 2017-го насчитывает более 100 тыс. единиц хранения. Общая площадь музея — 8400 м², из них 3720 м² занимает непосредственно экспозиция. Среди экспонатов находятся образцы ракетно-космической техники, личные вещи космонавтов и конструкторов, архивные документы и предметы нумизматики и филателии. Музею принадлежит филиал — Дом-музей академика Сергея Павловича Королёва на 1-й Останкинской улице. Помимо выставочной работы, музей занимается культурно-просветительской деятельностью и проводит масштабную научную работу. По данным на 2016 год, ежегодное число посетителей достигло 510 тысяч человек, а к 2020-му выросла до 750 тысяч.

## История

### Создание музея
Идея создания Мемориального музея космонавтики принадлежит основоположнику советского ракетостроения Сергею Королёву. Основной миссией музея стали популяризация космонавтики и сохранение научно-технического наследия российской космической эпохи. Музею были отведены помещения в стилобатном основании монумента «Покорителям космоса» на Аллее Космонавтов ВДНХ. Залы находились ниже уровня земли на глубине пяти метров, изначально его площадь составляла 3204 м². Оформление интерьеров и экспозиции было поручено художнику Олегу Петровичу Ломако. По его замыслу залы должны создавать иллюзию присутствия в космическом пространстве. Помещения музея были декорированы в различных техниках с применением самых современных на тот момент материалов. В оформлении главного зала центральное место занимала скульптура космонавта на фоне яркого витражного панно.

### Реконструкция
Спустя двадцать лет после открытия помещения пришли в аварийное состояние: участились протечки, промерзание конструкций, была повреждена облицовка основания монумента. В 2006 году Музей космонавтики посетили мэр Москвы Юрий Лужков и группа членов столичного правительства, а также космонавты Павел Попович, Виктор Горбатко и Владимир Джанибеков. После их визита было решено отреставрировать музей, увеличить его площадь и обновить экспозицию.
Работы над музеем прошли одновременно с масштабной реконструкцией Аллеи Космонавтов В 2006—2009 годах, тогда же был реставрирован монумент «Покорителям Космоса». Основной целью реконструкции музея было преобразование его в интерактивное пространство:
Добавляются интерактивные экспонаты, самые настоящие тренажеры, точно такие же, которые установлены в Центре подготовки космонавтов имени Гагарина. <...> Будут тренажеры, на которых посетители смогут испытать себя и попытаться состыковаться в ручном режиме с бортом Международной космической станции. Будет тренажёр, на котором человек сможет испытать себя на участке спуска.Заместитель директора музея Александр Лавейкин
По заказу технологической компании «Москапстрой», курирующей большей части строительных работ в столице, реконструкцию провела мастерская № 5 института «Моспроект-4». Над проектом музея работали архитекторы М. О. Силантьев, А. В. Кузьмин, А. В. Боков, И. Н. Воскресенский, Т. Б. Жезмер, З. Ш. Циколия, А. Н. Колчин, Е. В. Костина, С. Н. Десятниченко, О. В. Масленников и конструкторы Л. Ф. Кашлева, Т. Б. Ульянова, Т. Ш. Гуния. Реставрационной деятельностью занимались А. В. Покровский, Е. Г. Бакалярова, М. А. Чечин. В ходе реконструкции музей был расширен до 8000 м², выставочная площадь выросла до 3720 м². С помощью перекрытия пространства между лестницами у главного входа был создан новый просторный вестибюль, экспозиционных залов стало четыре, их площади разделили на девять тематических зон.
Новые интерьеры и экспозиция были оформлены группой архитекторов и художников под руководством народного художника России Салавата Щербакова. Осмотр открывает вводный зал «История мироздания», за ним следуют залы «Утро космической эры», «Творцы космической эры», «Международное сотрудничество в космосе» и «Международный космический парк». Стены последующих залов декорированы гипсовыми барельефами в форме созвездий, на потолках изображены планеты Солнечной системы и карта звёздного неба, созданная художниками-граффитистами. В 2009 году за разработку и реализацию проекта реконструкции музея коллектив получил гран-при Международного союза архитекторов, а в 2010-м — премию правительства Москвы.
После реконструкции были открыты образовательный центр с конференц-залом, библиотека и кафе. Также были созданы фондохранилище и технические помещения, организована безбарьерная среда для маломобильных посетителей и появился доступ к беспроводному интернету. Новый кинозал был оформлен под кабину звездолёта. В новой части музея появился филиал Центра управления полётами, на экране которого в прямом эфире показывается перемещение МКС и проходят прямые включения связи с космонавтами.
Торжественное открытие обновлённого музея состоялось 12 апреля 2009 года. Церемонию посетили советские космонавты Валентина Терешкова и Павел Попович.

## Экспозиция

### Предметные фонды
Музейная коллекция была основана в 1969 году, к 2020 году она достигла 100 тысяч единиц хранения. Собрание делится на 12 тематических фондов, в них хранятся образцы космической техники, вещественные реликвии, документы, газеты, фотографии и негативы, аудио- и видеозаписи, почтовые марки, живопись и художественная полиграфия. Большая часть экспонатов поступает в фонды путём дарения, стоимость уникальных экземпляров не подлежит оценке. Экспозиция также включает произведения искусства разных жанров на тему космоса. Закупку новых предметов в фонды живописи спонсирует департамент культуры Москвы.
Постоянная экспозиция музея делится на разделы «История мироздания», «Утро космической эры», «Творцы космической эры», «Пилотируемая космонавтика», «Исследование Луны и планет Солнечной системы», «Космонавтика — человечеству», «Международное сотрудничество в космосе» и «Международный космический парк».
«Утро космической эры» отражает историю раннего периода освоения космоса на примере первого оборудования — спутников, скафандров и памятных личных вещей. В нём расположены чучела Белки и Стрелки. Этот выставочный зал стал первым, который музей полностью обновил и перезапустил в 2019 году. Следующий раздел — «Творцы космической эры» — включает инсталляцию веранды дома-музея Константина Циолковского и кабинета отдыха Сергея Королёва. Зона «Космонавтика — человечеству» (или «Космос — народному хозяйству») посвящена прикладному использованию спутников и содержит макеты «Экспресс-АМ», «Экран-М», «Метеор-3М», «Ресурс-ДК1», «ГЛОНАСС». Раздел «Исследование Луны и планет Солнечной системы» отражает историю полётов к спутнику Земли и включает макеты автоматической станции и возвращаемого аппарата «Луна-16», макет «Лунохода-1» и оригинальный пульт управления аппаратом, образцы доставленного грунта.
Раздел «Космический дом на орбите» показывает предметы быта космонавтов: бортовой холодильник, электроподогреватель пищи, специальный стол для питания и «космические» шахматы. Также в нём представлены макеты пилотируемых кораблей серии «Союз», орбитальной станции «Салют-6», скафандры «Сокол-К», «Ястреб», «Орлан-Д». После реконструкции 2009 года в раздел добавили полноразмерный макет базового блока станции «Мир». Экспонат открыт для посещения, внутри детально воссоздано техническое оснащение прототипа.
Раздел «Международное сотрудничество» посвящён взаимодействию государств в развитии космонавтики и демонстрирует макеты ИСЗ «Интеркосмос-1», КК «Союз-37», АПАС «Союз-19». Макет «Стыковка КК „Союз-19“ — „Аполлон“», «Международная космическая станция». Логическим продолжением этого раздела является зона «Международный космический парк». Она отображает современные модели ракет и транспортных систем типа «Союз», «Протон» и «Буран».

### Значимые экспонаты
Подлинники
— Чучела Белки и Стрелки и подлинник катапультируемого контейнера для животных, в котором вернулись животные 20 августа 1960 года

— Спускаемый аппарат корабля «Союз-37», который стартовал в августе 1980 года с космодрома Байконур с советско-вьетнамским экипажем и доставил их на станцию «Салют-6», а в октябре того же года Леонид Попов и Валерий Рюмин совершили посадку на этом спускаемом аппарате после рекордного 185-суточного космического полёта

— Личные вещи Фридриха Цандера — основателя и первого руководителя Группы изучения реактивного движения в 1930-х: пишущая машинка, весы и гири, первый ракетный двигатель ОР-1.

— Картина Леонова маслом на холсте «Над Чёрным морем», 1973 год.
Технологические дубликаты
— Первый искусственный спутник Земли, открывший 4 октября 1957 года космическую эру

— Скафандры «СК-1» космонавта корабля «Восток» (в таком скафандре Гагарин совершил первый полёт), «Беркут» — для кратковременного выхода в открытый космос (в таком Леонов 18 марта 1965 года совершил первый выход из корабля в космическое пространство), «Орлан-Д» — для выхода в открытый космос

— Спускаемые аппараты автоматических межпланетных станций «Венера-4» (18 октября 1967 года такой совершил спуск в атмосфере Венеры) и «Марс-3» (2 декабря 1971 года такой осуществил посадку на Марс).

— Андрогинно-периферийный агрегат стыковки корабля «Союз», предназначен также для оказания помощи терпящему бедствие космическому кораблю в случае аварийной ситуации

— Жидкостный ракетный двигатель РД-107 для первой ступени ракеты-носителя «Восток».
Макеты
— спускаемого аппарата корабля «Восток», на котором Гагарин совершил первый полёт в космос, масштаб 1:1;

— спускаемого аппарата автоматической станции «Луна-9», который 3 февраля 1966 года сел на Луну, масштаб 1:1;

— автоматической межпланетной станции «Венера-1», запущенной в феврале 1961-го, которая прошла на расстоянии 100 тыс. км от поверхности планеты, масштаб 1:1;

— первой отечественной экспериментальной жидкостной ракеты на гибридном ракетном топливе «ГИРД-09» конструкции Михаила Тихонравова, масштаб 1:1;

— базового блока орбитального комплекса «МИР» (в него можно зайти), масштаб 1:1;

— самоходного аппарата «Луноход-1» — длительность активного функционирования такого аппарата на Луне составила 306 суток, масштаб 1:1;

— искусственного спутника Земли «Глонасс-М», масштаб 1:2,5;

— автоматическая станция «Луна-16», которая в сентябре 1970-го доставила на Землю образцы лунного грунта, масштаб 1:3;

— аппарата международной спутниковой системы «Коспас-Сарсат», установленной на самолётах и сухопутных объектах, масштаб 1:5;

— корабля «Союз-Аполлон» СССР-США, совершившего первую стыковку в космосе, масштаб 1:10;

— ракеты-носителя «Протон» (масштаб 1:10), выводившей на околоземные орбиты космические аппараты «Протон», «Радуга», «Экран», «Горизонт», орбитальные станции «Салют», «МИР», МКС, искусственные спутники;

— многоразовой транспортной космической системы «Энергия-Буран», масштаб 1:10;

— МКС — самой посещаемой космической станции в истории космонавтики, масштаб 1:20;

— стартового комплекса космодрома Байконур с ракетой-носителем «Союз», масштаб 1:72;

— международного ракетно-космического комплекса «Морской старт» (масштаб 1:72) — совместного проекта США, России, Норвегии и Украины, предназначенного для запуска космических аппаратов с акватории Тихого океана;

— макет корабля «Союз», включающий бытовой отсек, спускаемый аппарат корабля «Союз ТМА-4», приборно-агрегатный отсек.

## Современная деятельность
Миссия музея заключается не только в сохранении и экспонировании артефактов космонавтики, но и в популяризации науки. Ежегодно в музее проходит до 400 различных мероприятий. Сотрудники занимаются исследовательской и издательской деятельностью, выпускают научно-популярную литературу по космонавтике для широкого круга читателей.
В 2014 году пресс-служба музея представила новый фирменный стиль: были разработаны логотип с монументом «Покорителям космоса» на эмблеме и шрифт в космической тематике. Тогда же в интернете был запущена новая версия официального сайта.
В 2016 году музей совместно с компанией 3plet Publishing выпустил музыкальный сборник «Первый Космический», для него были отобраны треки, которые используются как аудиосопровождение к действующим космическим аппаратам. В том же году музей презентовал аудиогид по всем залам экспозиции в виде бесплатного мобильного приложения. В декабре 2017-го Музей космонавтики записал и отправил на орбиту экипажу МКС новогодние поздравления от знаменитостей, среди которых Фёдор Конюхов, Диана Арбенина, Николай Дроздов, а также руководители музеев — директор Музея космонавтики Наталья Артюхина и президент Музея изобразительных искусств имени Пушкина Ирина Антонова.
В мае 2020 года музей стал обладателем Гран-при конкурса XXII международного фестиваля «Интермузей».
Популярные выставки 2017 года
- «Он не носил наград при жизни», «Вот тот, который прочертил орбиту», «Какое в женщине богатство!» — серия выставок к 110-летию со дня рождения академика Сергея Королёва в главном здании и доме-музее[38][39][2][40]
- «Белка, Стрелка и другие» — совместная выставка с РАН, ЦНИИ ВВС и Дарвиновским музеем, посвящённая всем животным в космосе. В музее демонстрировали кино- и фотохроники подготовки к полётам и инвентарь. На выставке впервые была показана аппаратура по экспериментальному выращиванию перепелёнка в инкубаторе на борту станции «МИР»[41]
- «PROКОСМОС» — выставка в Санкт-Петербурге, куда впервые вывезли более 200 экспонатов, посвящённая 60-летию запуска первого искусственного спутника Земли[42][43].
- «Валентина Терешкова: Первая женщина в космосе»— выставка к 80-летию Валентины Терешковой в Музее наук Лондона, церемония открытия прошла в присутствии героини. Московский музей предоставил для показа личные вещи, редкие снимки и документальный фильм о жизни первой женщины-космонавта[44][45].

Образовательные проекты
- Инженерный центр — научно-техническое образовательный центр на базе музея, включает в себя конструкторское бюро «Восток» и клуб «Космический отряд». В бюро в течение трёх лет обучают основам электротехники, программирования, 3D-моделирования и работы с макетными платами. Программа клуба рассчитана на год и включает основы астрофизики, инженерного конструирования, моделирования и проектирования. На платное обучение зачисляют детей в возрасте от 8 до 15 лет по результатам собеседования[46][47][48].
- Лекторий «Знание — сила», подготовленный совместно с одноимённым журналом. Лекции, посвящённые академической стороне космонавтики, читают учёные и специалисты отрасли[5][49].
- Лекторий «Космос без формул» — научное ток-шоу музея, запущено в 2016 году. Создано для освещения результатов новейших исследований и обсуждения современных вопросов космонавтики. Ведущий — популяризатор космонавтики Виталий Егоров[5][50][51][52].
- Дискуссионный клуб «Любители космоса», который проводит регулярные встречи в доме-музее Королёва[53][54].
- Регулярные встречи с представителями космонавтики, среди которых были астронавтка Николь Стотт[55], космонавты Александр Лавейкин, Юрий Романенко[56], учёный Вячеслав Довгань[57], участники международного проекта «Сириус», имитирующего полёт на Луну[58].
- В 2016 году музей был выбран одной из семи площадок-участников проекта «Учебный день в музее»: в музее проводятся уроки по физике, математике, русскому и английскому языкам для московских школьников. В первый год занятия посетили свыше 600 девятиклассников, проект был признан успешным, поэтому в 2017-м программу расширили для седьмых и пятых классов[59].

Конференции
- X Научно-консультативный саммит изобретателей России[60];
- «Медиакосм-2017. Per Media ad Astra» — конференция о популяризации космонавтики в обществе, создана в партнёрстве со Школой актуальных гуманитарных исследований РАНХиГС и факультетом коммуникаций, медиа и дизайна НИУ ВШЭ[61][62];
- II Всероссийская конференция «Неформальный подход к формальному образованию: место музеев в реформе образования» — совместный проект с Департаментом культуры Москвы и организацией Мосгортур по вопросам эффективного сотрудничества школ и музеев[63];
- «Море ясности» — ежегодный фестиваль-конференция для учеников школ-партнёров музея и работников космической отрасли[64].
- Конференция «Единство непохожих» — ежегодная межмузейная конференция, проводящая с 2020 года[65].

| - Скафандр «Кречет», 2009 - Ракетный двигатель РД-214, 2009 - Космическая капсула корабля «Восток» Юрия Гагарина, 2005 - Луноход, 2009 - Фрагмент лунного грунта, подаренный Советскому Союзу правительством США, 2012 - Чучело Белки, 2011 - Чучело Стрелки, 2012 |

## Дом-музей академика Королёва
На 1-й Останкинской улице в Москве расположен филиал Музея космонавтики — Мемориальный дом-музей академика Сергея Королёва. Трёхэтажный коттедж был построен в 1959 году после успешного запуска первого спутника Земли как подарок конструктору от правительства СССР. Здание проектировал архитектор Роман Семерджиев.
Сергей Королёв с супругой Ниной Ивановной прожил в коттедже на Останкинской улице шесть лет с 1959 по 1966 год. После смерти академика по просьбе его вдовы дом превратили в музей, открытие которого состоялось 1 августа 1975 года. Интерьер полностью сохранили в том виде, в каком он был при Королёве. Экспозиция включает личные вещи: записи, фотографии, подаренные предметы искусства.